# Cheryl Dickey
Cheryl Dickey (Estados Unidos, 12 de diciembre de 1966) es una atleta estadounidense retirada especializada en la prueba de 60 m vallas, en la que consiguió ser medallista de bronce mundial en pista cubierta en 1997.

## Carrera deportiva
En el Campeonato Mundial de Atletismo en Pista Cubierta de 1997 ganó la medalla de bronce en los 60 m vallas, llegando a meta en un tiempo de 7.84 segundos, tras las jamaicanas Michelle Freeman (oro con 7.82 segundos) y Gillian Russell (plata con 7.84 segundos).